# Şäräfxanlı
Şäräfxanlı (azerbajdzjanska: Şərəfxanlı; tidigare ryska: Шарафханлы: Sjarafchanly) är en ort i Azerbajdzjan.   Den ligger i distriktet Ağcabädi, i den centrala delen av landet, 230 km väster om huvudstaden Baku. Şäräfxanlı ligger 127 meter över havet och antalet invånare är 725.
Terrängen runt Şäräfxanlı är platt. Närmaste större samhälle är Hindarx, 3,4 km nordost om Şäräfxanlı.
Trakten runt Şäräfxanlı består till största delen av jordbruksmark. Runt Şäräfxanlı är det ganska tätbefolkat, med 62 invånare per kvadratkilometer.